# CD56
La CD56 o NCAM (Neural Cell Adhesion Molecule) è una glicoproteina transmembrana espressa sulla superficie dei neuroni, glia e muscoli scheletrici. Questa proteina ha un ruolo nel meccanismo di adesione tra le cellule, nella crescita degli assoni, nella plasticità sinaptica e nei meccanismi di apprendimento e di memorizzazione.
Questa proteina è utilizzata in anatomia patologica per riconoscere alcuni tumori, ma è contenuta normalmente nelle cellule NK, cellule T, nei tessuti cerebrali e neuroendocrini.

## Sottopopolazioni di cellule NK
La glicoproteina CD56 svolge un ruolo importante nella classificazione delle cellule NK. I linfociti NK, infatti, si suddividono in base ai livelli di espressione della proteina: la sottopopolazione maggiormente rappresentata nel sangue periferico (circa il 90%) mostra bassi livelli di espressione di CD56 e viene definita "CD56dull"; mentre, il restante 10% delle cellule NK del sangue periferico presenta alti livelli di espressione di CD56 e viene a chiamarsi "CD56bright". Le due sottopopolazioni non differenziano solo per il livello di espressione della proteina, ma anche per la presenza di altre molecole, e questo fenomeno comporta alla comparsa di diversità nelle funzioni effettrici, sia in termini di attività citotossica sia di attività immunoregolatoria.
In particolare, le differenze tra le due sottopopolazioni possono essere riassunte così:
- Le cellule NK CD56dull esprimono il recettore CD16, i recettori KIR e/o NKG2A, specifici recettori per chemochine come CXCR1, CX3CR1 e ChemR23 che sono in grado di reclutare queste cellule NK nei tessuti periferici infiammati; sono altamente citotossiche sia verso le cellule tumorali o infettate da virus sia cellule allogeniche[3].
- Le cellule NK CD56bright non esprimono il recettore CD16 e i recettori KIR; esprimono il recettore NKG2A, specifici recettori per chemochine come CCR7, CD62L e CXCR3 i quali reclutano le CD56bright negli organi linfoidi secondari (linfonodi e milza); sono poco citotossiche nonostante siano in grado di produrre alte quantità di fattori solubili in risposta a citochine proinfiammatorie.[4]